# Lycée de Friedrichswerder

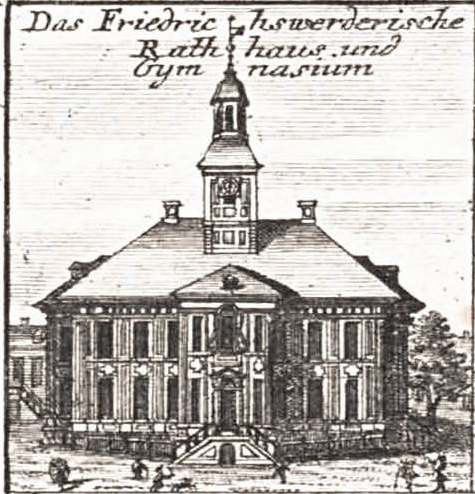
C'est dans l'hôtel de ville de Friedrichwerder que se tenaient les cours jusqu'à l'incendie de 1794.

Le lycée de Friedrichswerder est un ancien lycée de Berlin où de nombreux personnages célèbres ont fait leurs études secondaires.

## Histoire
Sur ordre du Grand-Électeur Frédéric-Guillaume Ier de Brandebourg, le lycée est fondé en 1681 et est ouvert aux deux confessions protestantes. Joachim Lange (de), plus tard théologien à l'université de Halle, en devient le recteur en 1698. Les cours se déroulent jusqu'à l'incendie de 1794 dans l'hôtel de ville de Friedrichswerder. En 1742, le lycée fusionne avec le lycée de Berlin-Friedrichstadt. L'historien Georg Gottfried Küster est recteur de 1732 à 1776, puis c'est Friedrich Gedike jusqu'en 1793, puis August Ferdinand Bernhardi de 1808 à 1820, puis Bernhard Büchsenschütz (de) de 1875 à 1897.

## Professeurs connus
- Friedrich Gedike
- Paul Du Bois-Reymond
- Rudolf Clausius
- Walter Draeger (de)
- Adolph Göpel (de)
- Friedrich Ludwig Jahn
- Ernst Siegfried Köpke
- Karl Lachmann
- Paul de Lagarde
- Valentin Anton Noodt (de)
- Karl Friedrich Passow
- Christian Moritz Pauli (de)
- Bernhard Ludwig Suphan (de)
- Albert Zimmermann (de)

## Élèves connus
- Willibald Alexis (nom de plume de Wilhelm Häring)
- Theodor Amelang (de)
- Adolf Heinrich von Arnim-Boitzenburg
- Eduard Bernstein
- Sigismund Ludwig Borkheim (de)
- Herbert von Bismarck
- Wilhelm von Bismarck
- Dietrich Bonhoeffer
- Leo von Caprivi
- Sefton Delmer
- Fritz Friedmann-Frederich (de)
- Albert Geyer
- Felix Gilbert
- Adolf Glaßbrenner
- Karl Gutzkow
- Ernst Henrici
- Rudolf Jürgens (de)
- Victor Klemperer
- Gustav Körte
- Philalethes Kuhn (de)
- Artur Landsberger
- Paul Lehfeldt (de)
- Louis Lewin
- Friedrich Heinrich Lewy
- Max Liebermann
- Ernst Lissauer
- Ludwig Lohde (de)
- Eduard Magnus
- Heinrich Gustav Magnus
- Ludwig Marcuse
- Paul Mendelssohn Bartholdy (de)
- Yohanan Meroz (de)
- Viktor Meyer
- Adolph von Minutoli (de)
- Otto Müller (de)
- Arthur Nussbaum (de)
- Karl Friedrich Passow
- Felix Pinkus (de)
- Heinrich Plütschau (de)
- Felix Poppenberg (de)
- Carl Rammelsberg
- Georg Wilhelm von Raumer
- Gerhart Rodenwaldt
- Max Ruge (de)
- Wilibald von Schulenburg (de)
- Wilhelm von Schütz
- Georg Simmel
- Richard Steifensand (de)
- Franz Stolze
- Friedrich Tieck
- Ludwig Tieck
- Wilhelm Uhden (de)
- Heinz Ullstein (de)
- Georg Hermann Valentin (de)
- Wilhelm Heinrich Wackenroder
- Harry Walden (de)
- Otto Heinrich Warburg
- Bruno Wolff (de)